# Dysdera bartang
Espèce
Dysdera bartang est une espèce d'araignées aranéomorphes de la famille des Dysderidae.

## Distribution
Cette espèce est endémique du Haut-Badakhchan au Tadjikistan,. Elle se rencontre vers Rushon.

## Description
Le mâle holotype mesure 6,1 mm.

## Systématique et taxinomie
Cette espèce a été décrite par Fomichev en 2024.

## Étymologie
Son nom d'espèce lui a été donné en référence au lieu de sa découverte, le Bartang.

## Publication originale
- Fomichev, 2024 : « New data on Dysderoidea (Arachnida: Araneae) of the Pamir Mountains, Tajikistan. » Zootaxa, no 5496(4), p. 579-587.